# Aurel Voss
Aurel Edmund Voss (Altona, Hamburgo, 7 de dezembro de 1845 – Munique, 19 de abril de 1931) foi um matemático alemão, que trabalhou com geometria e mecânica.
Voss estudou matemática e física de 1864 a 1868 na Universidade de Hanôver, Universidade de Göttingen e Universidade de Heidelberg, tendo sido aluno de, dentre outros, Hermann von Helmholtz e Gustav Kirchhoff. Após a prova para lecionar (Lehramtsprüfung) em Göttingen obteve lá em 1869 um doutorado, orientado por Alfred Clebsch, com a tese Über die Anzahl reeller und imaginärer Wurzeln höherer Gleichungen. Foi depois professor ginasial próximo a Hannover. Em 1873 obteve a habilitação em Göttingen.
Foi então em 1875 professor associado (außerordentlicher Professor) na Universidade Técnica de Darmstadt. Em 1879 esteve na Universidade Técnica de Dresden e a partir de 1885 na Universidade Técnica de Munique, onde obteve uma cátedra de matemática. A partir de 1 de setembro de 1891 foi professor titular (ordentlicher Professor) de matemática na Faculdade de Filosofia da Universidade de Würzburgo, onde juntamente com Friedrich Prym foi diretor do Seminário de Matemática. O tempo em Würzburg, onde também realizou estudos botânicos, foi considerou por ele como a etapa mais bela de sua vida. Em 1903 foi chamado para a Universidade de Munique. Aposentou-se em 1923.
Voss trabalhou dentre outros com geometria diferencial de superfícies e mecânica teórica.
Em 1886 foi eleito membro da Academia de Ciências da Baviera, em 1887 da Academia Leopoldina e em 1901 da Academia de Ciências de Göttingen. Em 1898 foi presidente da Associação dos Matemáticos da Alemanha. Dentre seus doutorandos consta Ludwig Berwald.

## Obras
- Die Prinzipien der rationellen Mechanik. In: Encyklopädie der Mathematischen Wissenschaften. 1908.
- Differential- und Integralrechnung. In: Encyklopädie der mathematischen Wissenschaften. 1899.